# Феррабоско, Альфонсо (старший)
Альфонсо Феррабоско (итал. Alfonso Ferrabosco, 18 января 1543, Болонья — 12 августа 1588, Болонья) — итальянский композитор, основатель известной в Англии музыкальной семьи.

## Биография
Альфонсо Феррабоско, старший сын Доменико Феррабоско, родился в 1543 году Болонье. Переехал в Англию, где с 1562 по 1578 год состоял на службе при дворе королевы Елизаветы. Позже служил герцогу Савойскому. Издал 2 сборника пятиголосных мадригалов. Отдельные его мадригалы находятся в сборнике итальянских мадригалов «Musica transalpina» и сборнике Томаса Морли (1598). Феррабоско дружил с Бёрдом, оказал влияние на стиль и технику ранних мотетов Бёрда. Его сын Альфонсо был известным композитором.